# Sąspów
Sąspów – wieś w Polsce położona w województwie małopolskim, w powiecie krakowskim, w gminie Jerzmanowice-Przeginia, w górnej części Doliny Sąspowskiej.
Wieś znajduje się na Wyżynie Krakowsko-Częstochowskiej. Przez Sąspów płynie rzeczka Sąspówka, która ma 5 źródeł.
W latach 1975–1998 miejscowość administracyjnie należała do województwa krakowskiego.
W roku 2021 we wsi mieszkało 1326 osób, z czego 50,5% stanowiły kobiety, a 49,5% mężczyźni.
Sąspów leży w pobliżu DK94.

## Części wsi
| SIMC    | Nazwa            | Rodzaj    |
| ------- | ---------------- | --------- |
| 0321425 | Bukowiec         | część wsi |
| 0321431 | Dąbrówka         | część wsi |
| 0321448 | Gościniec        | część wsi |
| 0321454 | Kołowrót         | część wsi |
| 0321460 | Pieronka         | część wsi |
| 0321477 | Podkalinowie     | część wsi |
| 0321483 | Poręba           | część wsi |
| 0321490 | Rzeczki          | część wsi |
| 0321508 | Skotnica         | część wsi |
| 0321514 | Słupianka        | część wsi |
| 0321520 | Sokolec          | część wsi |
| 0321537 | Strona Góralska  | część wsi |
| 0321543 | Strona Kościelna | część wsi |
| 0321550 | Wymysłów         | część wsi |
| 0321566 | Zabugaje         | część wsi |

## Historia
Pierwsza wzmianka o wsi pochodzi z 1326 roku. Źródła notują, że znajdowała się ona w kluczu pieskoskalskim. W XV wieku notowana jako Sanspow. Do XVII w. przetrwały działy, które należały do miejscowej szlachty zagrodowej: Jakuba i Stefana Załków oraz Krzysztofa Sąspowskiego. We wsi istniał folwark, 6 i 1/2 łanów kmiecych oraz 6 zagród, zamieszkałych przez 2 komorników. Stanisław Szafraniec, wojewoda, kasztelan, był rzecznikiem tolerancji religijnej i ograniczeniem uprawnień Kościoła katolickiego. Brał czynny udział w życiu małopolskiego kościoła protestanckiego. W latach 1550–1555 ufundował w swoich dobrach zbory kalwińskie m.in. w Sąspowie. Kościół zamienił na zbór. Źródła z 1791 podają liczbę ludności: 436 osób. Na początku lat 60. XX w. we wsi odkryto neolityczne kopalnie i pracownie krzemieniarskie, pochodzące z ok. IV tys. lat p.n.e. Kopalnie były usytuowane na stoku, co w znacznej mierze pomagało w eksploatacji.

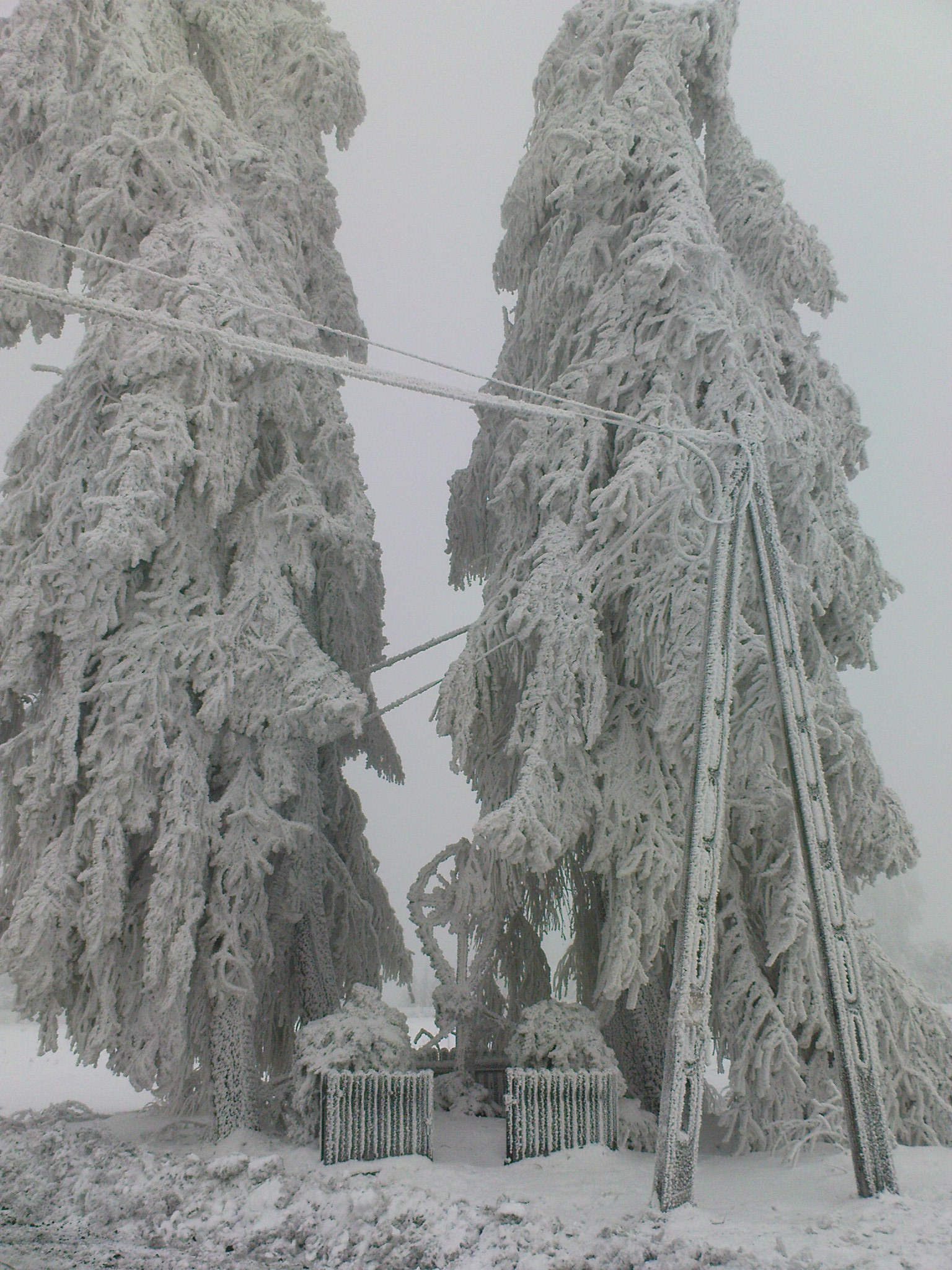
Przydrożny krzyż w Sąspowie
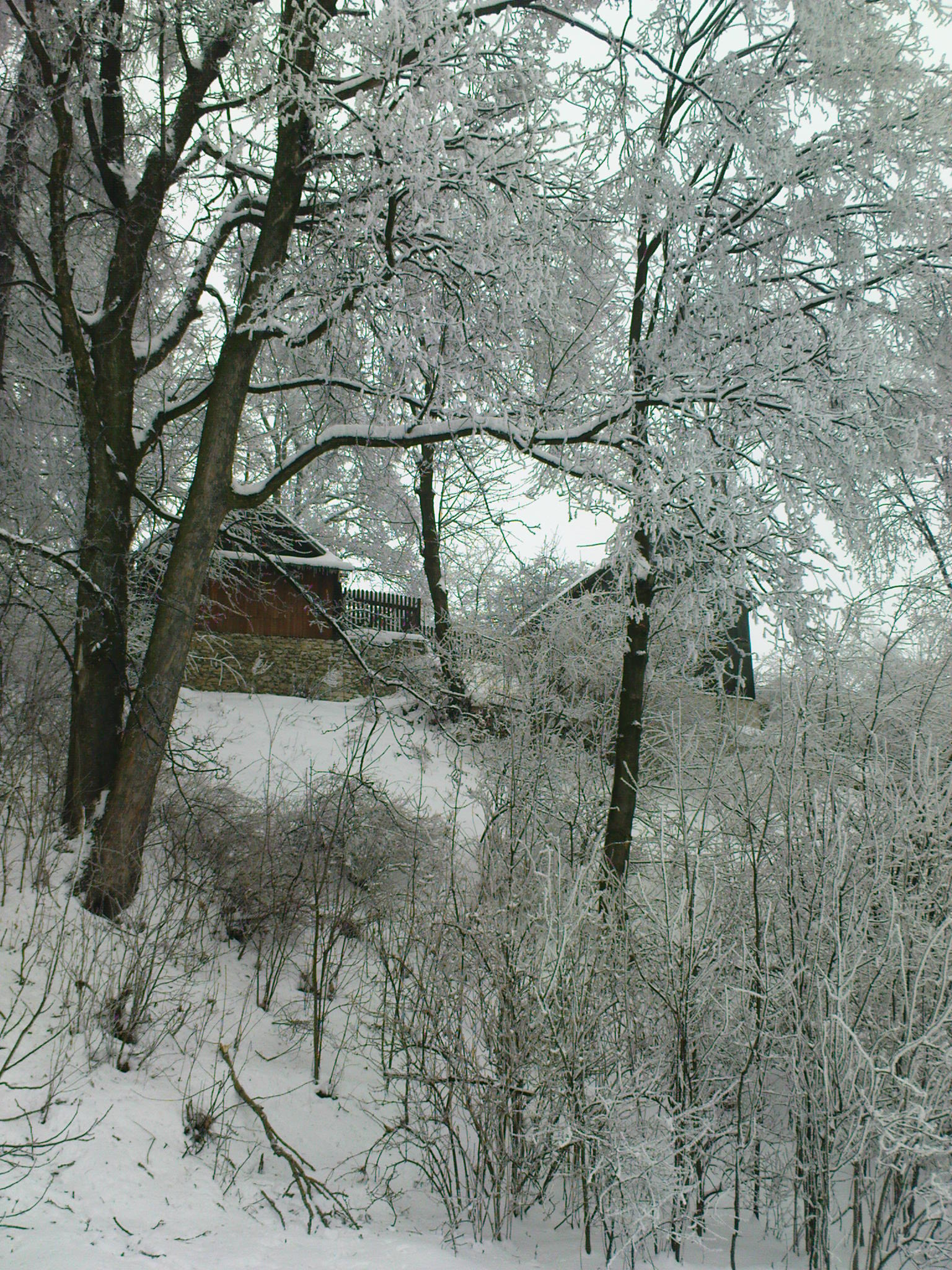
Dom z 1898
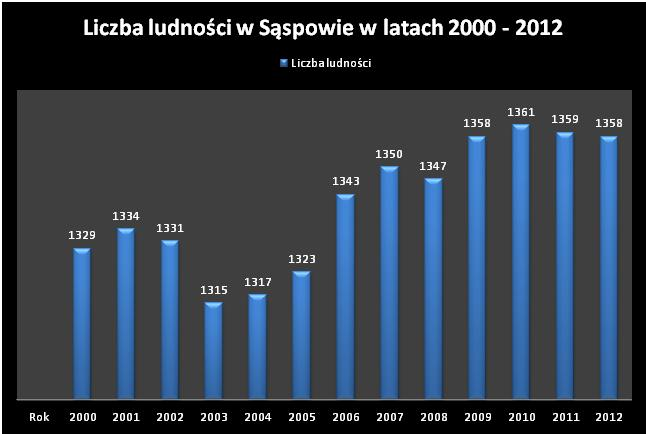
Liczba ludności Sąspowa
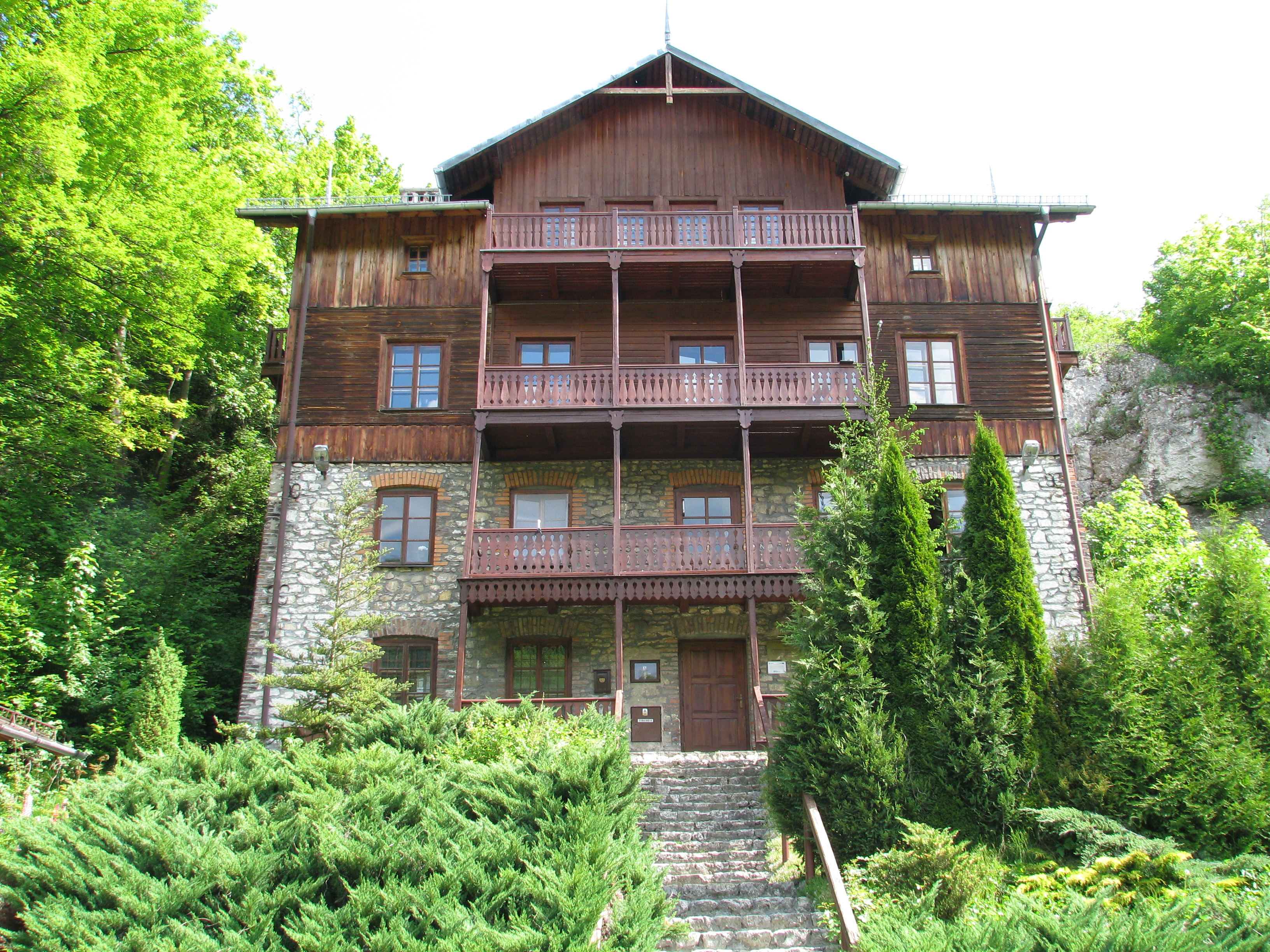
Willa Koziarnia – Obserwatorium Sejsmologiczne Instytutu Geofizyki PAN

| 1791 | 436  |     |
| 1827 | 625  |     |
| 2000 | 1329 | +5  |
| 2001 | 1334 | -3  |
| 2002 | 1331 | -16 |
| 2003 | 1315 | +2  |
| 2004 | 1317 | +6  |
| 2005 | 1323 | +20 |
| 2006 | 1343 | +7  |
| 2007 | 1350 | -3  |
| 2008 | 1347 | +11 |
| 2009 | 1358 | +3  |
| 2010 | 1361 | -2  |
| 2011 | 1359 | -1  |
| 2012 | 1358 | +13 |
| 2013 | 1371 | -4  |
| 2014 | 1367 | +3  |
| 2015 | 1370 | -6  |
| 2016 | 1364 | -8  |
| 2017 | 1356 | +1  |
| 2018 | 1357 | -17 |
| 2019 | 1340 | -11 |
| 2020 | 1329 | -10 |
| 2021 | 1319 | -4  |
| 2022 | 1315 | -4  |
| 2023 | 1311 | -6  |
| 2024 | 1305 |     |

## Odkrycia
- niedźwiedzia jaskiniowego;
- mamuta;
- hieny jaskiniowej;
- renifera.

## Zabytki
Obiekt wpisany do rejestru zabytków nieruchomych województwa małopolskiego.
- Kościół parafialny pw. św. Katarzyny, dzwonnica, otoczenie w obrębie ogrodzenia.
 Kościół usytuowany na wapiennej skale nad dwoma jaskiniami: Wschodnią i Zachodnią. W jednej z nich zachowała się sala z bogatą szatą naciekową.

## Inne zabytki
- Willa Koziarnia. Jest to jedyny dwór ziemiański w gminie. Budynek ma formę charakterystyczną dla XX-lecia międzywojennego, nawiązującą do tzw. stylu dworkowego i narodowego. Za willą znajduje się Jaskinia Koziarnia, gdzie ulokowano Obserwatorium Sejsmologiczne PAN[8].

## Legenda o kościele w Sąspowie
Pewnego dnia ludzie postanowili wybudować kościół naprzeciwko skały. Uważali, że to miejsce się nadaje, i że zbudują go w kręgu drzew, które tam stały. Zebrali potrzebne im materiały. Jednak kiedy przyszli tam następnego dnia zobaczyli, że nie ma tam wcześniej pozostawionych materiałów, ani drzew. Na skale zobaczyli wydeptaną wąską ścieżkę. Pewien człowiek w nocy widział coś świecącego, jakby niosącego to drzewo. Była to Maryja. Ludzie w końcu zbudowali kościół na skałce, ponieważ tak nakazała im Matka Boża. Kościół budowany był w sierpniu, ale mimo letniej pory, spadł śnieg. Między innymi dlatego w Sąspowie czczony jest w kościele obraz Matki Boskiej Śnieżnej.

## Edukacja

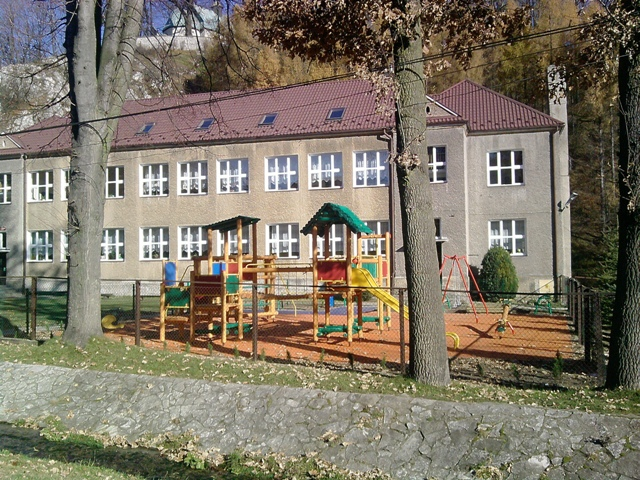
Budynek szkoły wraz z placem zabaw

Pierwsza wzmianka o szkole w Sąspowie pochodzi z 1518 roku, była to szkoła parafialna.

Obecna szkoła podstawowa w Sąspowie została wybudowana w latach 50. XX wieku. Jest ona usytuowana pod skałą, na której znajduje się kościół pw. św Katarzyny.

## Instytucje publiczne
W budynku remizy strażackiej OSP znajduje się biblioteka.

## Szlak turystyczny
Przez Sąspów prowadzi szlak : – żółty z Wierzchowia przez Dolinę Prądnika i Dolinę Sąspowską do Pieskowej Skały.

## Mrozy i powódź w 2010

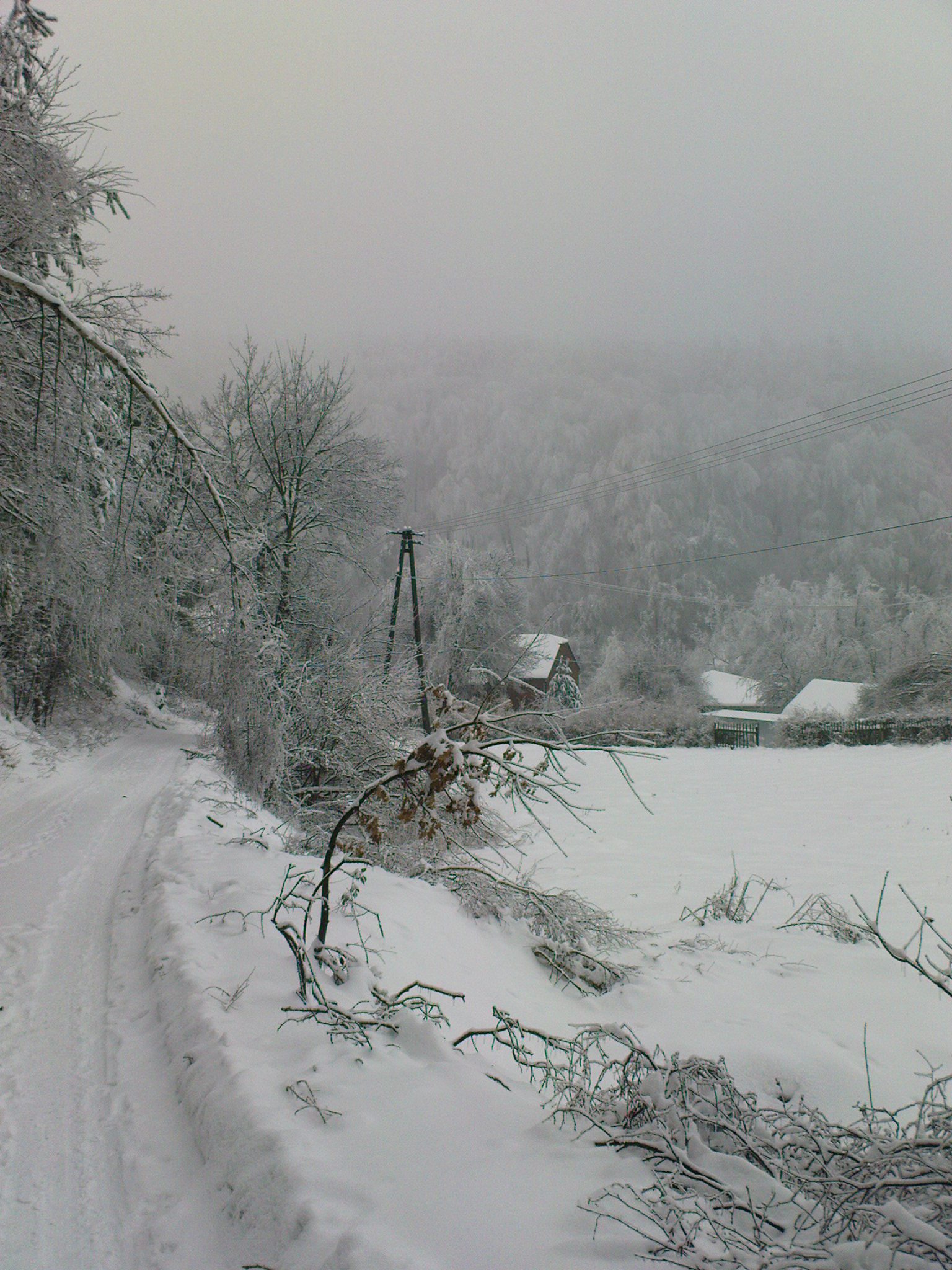
Sąspów – widok na ujście doliny w czasie zimy w 2010

W styczniu 2010 roku w Sąspowie mieszkańcy pozbawieni byli prądu ok. 3 tygodnie. Co jakiś czas były również przerywane dostawy wody. Oszronione drzewa łamały się, uszkadzając m.in.: dach wiejskiej remizy strażackiej.
Dnia 12 maja 2010 roku lokalna rzeczka Sąspówka wystąpiła z brzegów wlewając się do pomieszczeń gospodarczych, zrywając asfalt z drogi, niszcząc uprawy.